# Sven Kramer
Pour les articles homonymes, voir Kramer.
Sven Kramer, né le 23 avril 1986 à Heerenveen, est un patineur de vitesse néerlandais. Avec 19 titres aux championnats du monde simple distance, 9 médailles d'or aux mondiaux toutes distances, et neuf podiums olympiques dont quatre titres, il est le patineur de vitesse le plus décoré de l'histoire. 

## Biographie
Fils de patineurs de vitesse, il pratique aussi le cyclisme dans sa jeunesse, devenant vice-champion des Pays-Bas junior du contre-la-montre.
En 2004, alors âgé de 18 ans, après avoir gagné le titre national toutes épreuves, il prend part à son premier championnat majeur, les Championnats d'Europe, où il récolte la médaille d'argent. Il remporte la médaille de bronze aux Mondiaux toutes épreuves 2005. En novembre 2005, il bat le record du monde du 5 000 mètres à Salt Lake City En 2006, il participe aux Jeux olympiques de Turin où il parvient à décrocher deux médailles, l'argent au 5 000 mètres et le bronze à la poursuite par équipes.
En 2007, il connait une année riche en succès en devenant champion d'Europe puis du monde toutes épreuves, ainsi que champion du monde du 5 000 et 10 000 mètres en plus de la poursuite par équipes. Il finit premier de l'année à l'Adelskalender et est désigné patineur de vitesse de l'année.
En 2010, à Vancouver, Sven Kramer devient champion olympique du 5 000 mètres, sa distance fétiche,
Lors de la saison 2010-2011, il déclare forfait lors des quatre premières épreuves de la coupe du monde de novembre 2010, puis annonce qu'il ne dispute aucune course cette saison en raison d'une blessure à la cuisse droite. Il reprend sa participation dès l'année suivante et devient le 17 février 2013 le premier à avoir gagné 6 fois le championnat du monde toutes épreuves. Pour l'heure, il a battu 9 records du monde durant sa carrière dont 6 en individuel.
En 2018, il réussit l'exploit de gagner pour la troisième fois son titre olympique du 5 000 mètres.
En février 2022, il annonce qu'il met un terme à sa carrière, tout comme sa compatriote Ireen Wüst.

## Vie personnelle
Sven Kramer est en relation depuis 2007 avec la hockeyeuse néerlandaise Naomi van As.

## Palmarès

### Jeux olympiques
| Épreuve / Édition   | 500 mètres | 1 000 mètres | 1 500 mètres | 5 000 mètres                       | 10 000 mètres                      | Mass start | Poursuite par équipes               |
| JO 2006 Turin       | —          | —            | 15e          | Médaille d'argent, Jeux olympiques | 7e                                 | —          | Médaille de bronze, Jeux olympiques |
| JO 2010 Vancouver   | —          | —            | 13e          | Médaille d'or, Jeux olympiques     | DSQ                                | —          | Médaille de bronze, Jeux olympiques |
| JO 2014 Sotchi      | —          | —            | —            | Médaille d'or, Jeux olympiques     | Médaille d'argent, Jeux olympiques | —          | Médaille d'or, Jeux olympiques      |
| JO 2018 Pyeongchang | —          | —            | —            | Médaille d'or, Jeux olympiques     | 6e                                 | 16e        | Médaille de bronze, Jeux olympiques |
| JO 2022 Pékin       | —          | —            | —            | 9e                                 | —                                  | 16e        | 4e                                  |

Légende :
- : première place, médaille d'or
- : deuxième place, médaille d'argent
- : troisième place, médaille de bronze
- : pas d'épreuve
- — : Non disputée par S. Kramer
- DNS : Forfait
- DSQ : Disqualifié

### Championnats du monde toutes épreuves
- Médaille de bronze en 2005 à Moscou
- Médaille de bronze en 2006 à Calgary
- Médaille d'or en 2007 à Heerenveen
- Médaille d'or en 2008 à Berlin
- Médaille d'or en 2009 à Hamar
- Médaille d'or en 2010 à Heerenveen
- Médaille d'or en 2012 à Moscou
- Médaille d'or en 2013 à Hamar
- Médaille d'or en 2015 à Calgary

### Championnats du monde simple distance
Individuel :
- Médaille d'or du 5 000 m en 2007 à Salt Lake City
- Médaille d'or du 10 000 m en 2007 à Salt Lake City
- Médaille d'or du 5 000 m en 2008 à Nagano
- Médaille d'or du 10 000 m en 2008 à Nagano
- Médaille d'argent du 1 500 m en 2008 à Nagano
- Médaille d'or du 5 000 m en 2009 à Richmond
- Médaille d'or du 10 000 m en 2009 à Richmond
- Médaille d'or du 5 000 m en 2012 à Heerenveen
- Médaille d'or du 5 000 m en 2013 à Sotchi
- Médaille d'argent du 10 000 m en 2013 à Sotchi
- Médaille d'or du 5 000 m en 2015 à Nagano

Poursuite :
- Médaille d'or en 2007 à Salt Lake City
- Médaille d'or en 2008 à Nagano
- Médaille d'or en 2009 à Richmond
- Médaille d'or en 2012 à Heerenveen
- Médaille d'or en 2013 à Sotchi
- Médaille d'or en 2015 à Heerenveen

### Coupe du monde
- Vainqueur du classement 5 000–10 000 m en 2006-2007 et en 2008-2009.
- 32 victoires.

## Records
10 000 m : 12 min 41 s 69 
 5 000 m : 6 min 3 s 32 
 3 000 m : 3 min 39 s 65 
 1 500 m : 1 min 43 s 54

## Distinctions
Il a été élu sportif néerlandais de l'année en 2007. Il reçoit le Prix Oscar Mathisen la même année ainsi qu'en 2017.
- Chevalier de l'ordre du Lion néerlandais